# Airo-columbino
Airo-columbino (nome científico: Cepphus columba) é uma espécie de ave da família dos alcídeos encontrada na costa do Oceano Pacífico.

## Distribuição e habitat
O airo-columbino varia do Pacífico Norte, das Ilhas Curilas e da Península de Kamchatka, na Sibéria, às costas do oeste da América do Norte, do Alasca à Califórnia. O período de invernada deste pássaro é mais restrito do que o período de reprodução, geralmente invernando no mar ou nas costas, das ilhas Pribilof e Aleutian a Hokkaido e sul da Califórnia. No Alasca, alguns migram para o sul por causa do avanço do gelo marinho, embora outros permaneçam em pistas de gelo ou buracos de gelo a alguma distância da borda do manto de gelo. Mais ao sul, pássaros gravados nas Ilhas Farallon, no centro da Califórnia, foram registrados movendo-se para o norte, até Oregon e até a Colúmbia Britânica. Geralmente é filopátrico, o que significa que retorna à colônia onde nasceu para se reproduzir, mas às vezes se move longas distâncias após a criação antes de se estabelecer, por exemplo, um filhote rodeado nos Farallones foi registrado como reprodutor na Colúmbia Britânica.
Os habitats de criação deste pássaro são margens rochosas, falésias e ilhas próximas a águas rasas com menos de 50 m de profundidade. É flexível quanto à localização do local de reprodução, o fator importante é a proteção contra predadores, e é mais comum encontrar reproduções em ilhas offshore do que em falésias costeiras. No inverno, ela se alimenta ao longo de costas rochosas, geralmente em enseadas abrigadas. A água com fundo de areia é evitada, presumivelmente porque isso não fornece o habitat certo para se alimentar. Ocasionalmente, pode ser encontrada mais longe da costa, até a ruptura da plataforma continental. No mar de Bering e no Alasca, ele se alimenta de aberturas em camadas de gelo.

## Subspécies
- C. c. snowi (Stejneger, 1897) – ilhas Kuril
- C. c. kaiurka (Portenko, 1937) – ilhas Commander e ilhas Aleutas
- C. c. columba (Pallas, 1811) – nordeste da Sibéria através do mar de Bering
- C. c. adiantus (Storer, 1950) – central ilhas Aleutas a Washington
- C. c. eureka (Storer, 1950) – Oregon e Califórnia